# Österreichisch-polnische Beziehungen
Die Österreichisch-polnischen Beziehungen sind die außenpolitischen Beziehungen zwischen Österreich und Polen. Beide Staaten waren lange Nachbarn und hatten seit 1526 in Schlesien (habsburgisches Böhmen) und den Karpaten (habsburgisches Ungarn) eine gemeinsame Grenze.
Die österreichisch-polnischen Beziehungen reichen bis ins Hochmittelalter zurück. König Boleslaus der Kühne soll im 11. Jahrhundert nach seinem Sturz im Königreich Polen Zuflucht in Kärnten gefunden haben, wo er seinen Lebensabend als Mönch und Einsiedler verbracht haben soll. Nachdem die Habsburger in Österreich zur Macht gelangt waren, wurden sie zu natürlichen Bündnispartnern der polnischen Piasten gegen die Pschemisliden und später Luxemburger in Böhmen. Dieses Bündnis wurde im Laufe der Zeit durch mehrere Ehen bekräftigt, insbesondere ist die Verbindung von Ernst dem Eisernen und Cimburgis von Masowien zu nennen, aus deren Verbindung Kaiser Friedrich III. und damit alle weiteren Habsburger Kaiser hervorgingen. Die Ehe zwischen Wilhelm von Österreich und der polnischen Prinzessin Hedwig von Anjou, die zu einer österreichisch-polnischen Personalunion geführt hätte, scheiterte am Widerstand des polnischen Adels, der eine Union mit Litauen anstrebte. Ab dem 15. Jahrhundert rivalisierten die polnisch-litauischen Jagiellonen mit den Habsburgern um Böhmen und Ungarn, wo sich in der zweiten Hälfte des Jahrhunderts die Jagiellonen, die jedoch mit den Habsburgern mütterlicherseits über Elisabeth von Habsburg verwandt waren, durchsetzen konnten. Mit der Wiener Doppelhochzeit und dem Vertrag von Wien verbanden sich die Jagiellonen noch enger mit dem Habsburgern. Gleichzeitig erlangten sie die Unterstützung Kaiser Maximilians für ihre Ostpolitik gegenüber dem Fürstentum Moskau sowie dem Deutschen Orden. Eine antihabsburgerische Allianz versuchte die neue polnische Königin Bona Sforza mit dem französischen König zu schmieden, als Karl V. das Herzogtum Mailand ihres Vaters besetzte. Sie konnte sich damit jedoch am polnischen Königshof nicht durchsetzen und auch ihr Sohn Sigismund II. August heiratete zwei Habsburgerinnen. Auch Sigismund III. Wasa heiratete nacheinander zwei Habsburgerinnen und unterstützte die Habsburger im Dreißigjährigen Krieg. Auch sein Sohn Władysław IV. Wasa heiratete eine Prinzessin aus dem Haus Habsburg und unterstützte die Habsburger in ihrer Reichspolitik, insbesondere im Kampf gegen Schweden. Die Österreicher wiederum unterstützten seinen Bruder Johann II. Kasimir, als Polen-Litauen am Anfang der zweiten Hälfte des 17. Jahrhunderts gleichzeitig von Kosaken, Schweden, Siebenbürgern und Russland angegriffen wurde. Dank der Unterstützung der Habsburger konnte der nach Schlesien geflohene Johann II. Kasimir schließlich die polnische Krone wiedererlangen. Johann III. Sobieski wiederum besiegte 1683 in der Schlacht am Kahlenberg die Osmanen und rettete Wien. Seither waren Polen-Litauen und Österreich in der Heiligen Allianz im Kampf gegen das Osmanische Reich vereint. Auch in der Sachsenzeit waren die Beziehungen gut, im Polnischen Erbfolgekrieg unterstützte Österreich die Wettiner. August III. heiratete wieder eine Habsburgerin. In den Schlesischen Kriegen und dem Siebenjährigen Krieg hielt er zu Maria Theresia. In dieser Zeit geriet Polen-Litauen jedoch in eine immer größere Abhängigkeit von Russland, so dass seine Außenpolitik nicht mehr selbständig führen konnte. Nachdem Stanislaus II. August Poniatowski 1764 zum polnischen König gewählt wurde, verschlechterten sich die Beziehungen durch die österreichische Annexion der Zips und die Teilnahme Österreichs an den Polnischen Teilungen 1772 und 1795. In den Napoleonischen Kriegen kämpften die Polen an der Seite Frankreichs und damit oft gegen Österreich. Auf dem Wiener Kongress wurde das Herzogtum Warschau aufgelöst und Kongresspolen in Personalunion mit Russland gegründet. Galizien blieb Teil Österreichs. Nach dem Krakauer Aufstand annektierte Österreich die Republik Krakau 1846. Viele Polen beteiligten sich an dem Freiheitskampf der Ungarn gegen die Habsburger während des Völkerfrühlings 1848/1849. Nach dem Ausgleich 1866 erhielt auch Galizien eine Autonomie innerhalb des Habsburgerreichs und Krakau sowie Lemberg wurden zu kulturellen Zentren der Polen.
Vor und während dem Ersten Weltkrieg gründete Józef Piłsudski die Polnischen Legionen als Teil der österreichischen Armee. 1916 gründete Österreich mit dem Deutschen Reich das Regentschaftskönigreich Polen, das zukünftig von einem polnischen Habsburger aus dem Teschener Schlesien regiert werden sollte. Bereits im Juni 1918 traf ein Vertreter des Regentschaftskönigreichs Polen in Wien als Gesandter auf. Nach dem Ersten Weltkrieg unterhielt die Zweite Polnische Republik gute Beziehungen zu Österreich. Mit dem Anschluss Österreichs 1938 wurde die polnische Botschaft in Wien geschlossen. Die Beziehungen wurden nach dem Zweiten Weltkrieg zwischen der Volksrepublik Polen und Österreich wieder aufgenommen. 1958 wurden vollwertige diplomatische Beziehungen aufgenommen, wobei Polen zum Ostblock gehörte und Österreich neutral war. Nach dem Kalten Krieg traten Österreich 1995 und die Dritte Polnische Republik 2004 der EU bei.
In Österreich leben ca. 50.000 Polen, die meisten in Wien und Umgebung.
Polen besitzt eine Botschaft in Wien. Österreich hat eine Botschaft in Warschau und ein Generalkonsulat in Krakau.